# Dispersion des graines
 (indiquez la date de pose grâce au paramètre date).
Pour un article plus général, voir Dispersion (biologie).

Les aigrettes d'un pissenlit est un exemple bien connu de dissémination par le vent, ou anémochorie

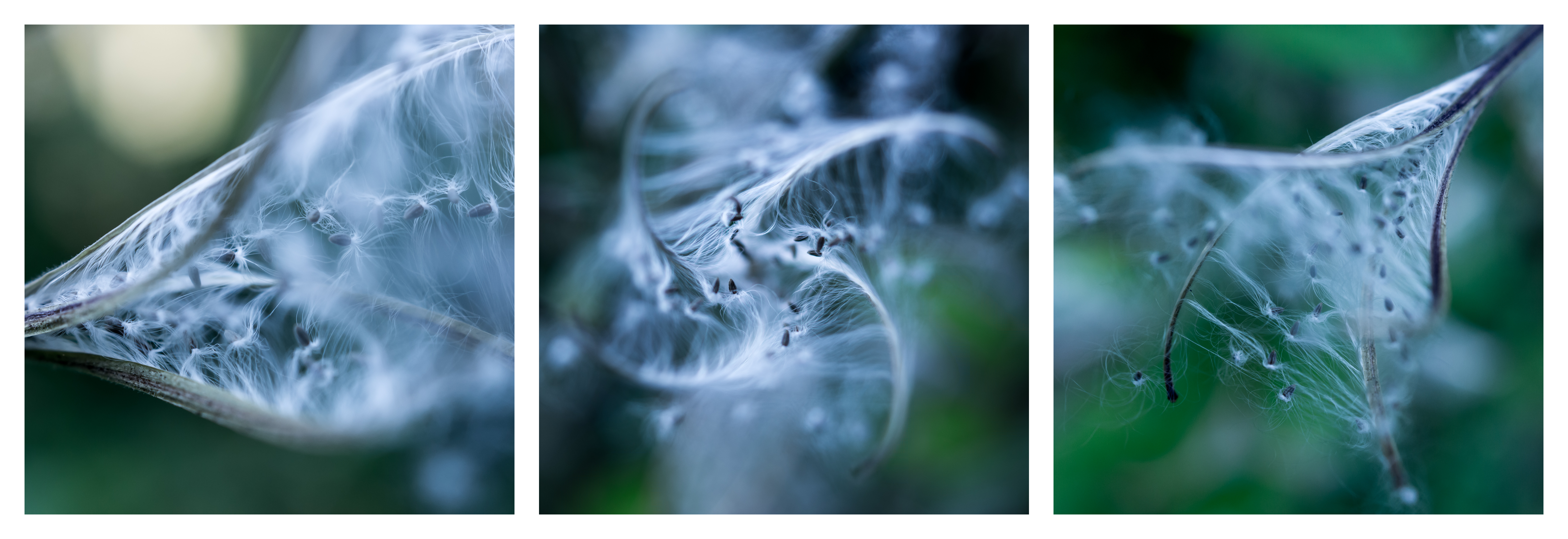
Dispersion de ses graines par l'épilobe à grandes fleurs (Epilobium hirsutum).

Chez les plantes spermatophytes, la dispersion des graines correspond au mouvement, à la dissémination ou au transport des graines loin de la plante mère. Les plantes ayant une mobilité limitée, elles dépendent de divers vecteurs de dispersion pour transporter leurs graines, notamment des vecteurs abiotiques comme le vent, et des vecteurs biotiques (vivants) tels que les oiseaux. Les graines peuvent être dispersées individuellement ou collectivement, ainsi que dans l’espace et dans le temps.
Les schémas de dispersion des graines sont largement déterminés par le mécanisme de dispersion, ce qui a d’importantes implications pour la structure démographique et génétique des populations végétales, ainsi que pour les schémas de migration et les interactions entre espèces. Il existe cinq modes principaux de dispersion des graines : la gravité, le vent, la projection (ballistique), l’eau et les animaux. Sous l’effet d’un phénomène appelé sérotinie, certaines plantes ne dispersent leurs graines qu’en réponse à un stimulus environnemental, par exemple après une exposition au feu.
Ces modes sont généralement identifiés à partir d’adaptations morphologiques, telles que des ailes ou des fruits charnus. Cependant, cela peut négliger la complexité des processus de dispersion. Les plantes peuvent utiliser des modes de dispersion sans posséder les adaptations typiques associées, et certains traits végétaux peuvent être multifonctionnels,.

## Dispersion des graines dans l'évolution des plantes
Les premières traces de colonisation terrestre par des formes Bryophytes datent de l’Ordovicien, remontées jusqu’à nous sous la forme de spores et plantes fossilisées. La première évolution de stratégie de dispersion est la résistance de la spore à la dessiccation (spore entourée de sporopollenine, comme chez Cooksonia). 
Mais les plantes étaient cantonnées à des zones semi-aquatiques ou très humides. 
Au Dévonien, l'apparition de la graine chez les premiers Spermaphytes, par sa capacité de dormance a constitué la seconde évolution majeure de dispersion. Les premières forêts ont commencé à recouvrir les régions humides. 
Les Spermaphytes peuvent produire des graines adaptées à une stratégie de transport qui dépend des caractéristiques de la plante (comme la taille, la densité de la canopée) et de l’environnement de celle-ci.
Les caractéristiques de la graine telles que sa taille, son poids, sa morphologie, sa densité et sa composition sont soumises à des pressions de sélection et évoluent.

## Avantages évolutifs
La dispersion est le déplacement d’un organisme loin de son endroit de naissance, avec des conséquences pour les flux de gènes à travers l'espace,. Cela inclut à la fois la dispersion par natalité comme celle par reproduction / duplication. Elle se décompose en trois phases : émigration, transfert, immigration; et leur importance respective est très variable selon les espèces.
Les stratégies de dispersion constituent des processus essentiels pour la survie et la pérennité des espèces, permettant notamment : 
- l’expansion géographique de l’espèce[6] ;
- l’évitement de la compétition intra-spécifique (comportement altruiste) ;
- le brassage génétique local (i.e. mitigation de la dérive génétique) ;
- la cohésion génétique globale (notion de métapopulation) ;
- la non compétition entre descendants et parents[8] ;
- la colonisation d’espaces éloignés[9]
- la soustraction à un environnement défavorable[10] — par exemple, à la suite d'un changement drastique de l’environnement biotique et/ou abiotique ne permettant pas une adaptabilité, une résilience rapide et suffisante, il faut avoir développé une capacité à se déplacer (dans le temps ou dans l’espace) afin de retrouver des conditions favorables — ;
- la persistance de l’espèce malgré une extinction locale[8].

Cependant dans un environnement où disperser n’est pas avantageux, la capacité de dispersion de la plante peut diminuer. En effet les stratégies de dispersion sont coûteuses et il existe des contreparties négatives vis-à-vis d’autres traits d’histoire de vie (comme la reproduction, ou la croissance).
L’ensemble de ces contraintes, alliées à la grande diversification des plantes au cours des âges par processus évolutifs, ont donné naissance à un large panel de stratégies de dispersion.
La dispersion des graines procure probablement plusieurs avantages à différentes espèces végétales. Les graines ont généralement de meilleures chances de survie lorsqu’elles sont dispersées à une certaine distance de la plante mère. Ce taux de survie plus élevé pourrait résulter de l’action de prédateurs et de pathogènes dépendants de la densité, qui ciblent fréquemment les concentrations élevées de graines situées sous la plante mère. De plus, la compétition avec les plantes adultes est souvent réduite lorsque les graines sont déposées à distance.
La dispersion permet également aux plantes d’atteindre des habitats spécifiques favorables à leur survie, une hypothèse connue sous le nom de dispersion dirigée,. Par exemple, Ocotea endresiana (famille des Lauraceae), une espèce d’arbre d’Amérique latine, est dispersée par plusieurs espèces d’oiseaux, dont le cotinga à trois caroncules (Procnias tricarunculatus). Les mâles de cette espèce se perchent sur des arbres morts pour attirer des partenaires, et défèquent souvent des graines sous ces perchoirs. Ces graines présentent des probabilités de survie plus élevées en raison de meilleures conditions lumineuses et d’un moindre risque d’infection fongique.
Chez les plantes à fruits charnus, la dispersion des graines via le tube digestif des animaux (endozoochorie) augmente souvent la quantité, la rapidité et l’asynchronie de la germination, ce qui peut conférer des avantages écologiques significatifs à la plante.
Les graines dispersées par les fourmis (myrmécochorie) sont non seulement transportées sur de courtes distances, mais également enfouies dans le sol. Cela leur permet d’échapper à des conditions environnementales défavorables telles que les incendies ou la sécheresse, d’atteindre des microsites riches en nutriments, et de survivre plus longtemps que d’autres types de graines. Ces caractéristiques sont propres à la myrmécochorie et peuvent offrir des bénéfices supplémentaires absents dans d’autres modes de dispersion.
La dispersion des graines peut également permettre aux plantes de coloniser des habitats vacants, voire de nouveaux territoires géographiques. Les distances de dispersion et les sites de dépôt dépendent de l’amplitude des déplacements des vecteurs. Des distances de dispersion plus longues peuvent parfois être atteintes grâce à la diplochorie, c’est-à-dire la dispersion séquentielle par deux mécanismes différents ou plus. En réalité, des données récentes suggèrent que la majorité des événements de dispersion impliquent plusieurs phases successives.

## Modes et stratégies de dispersion

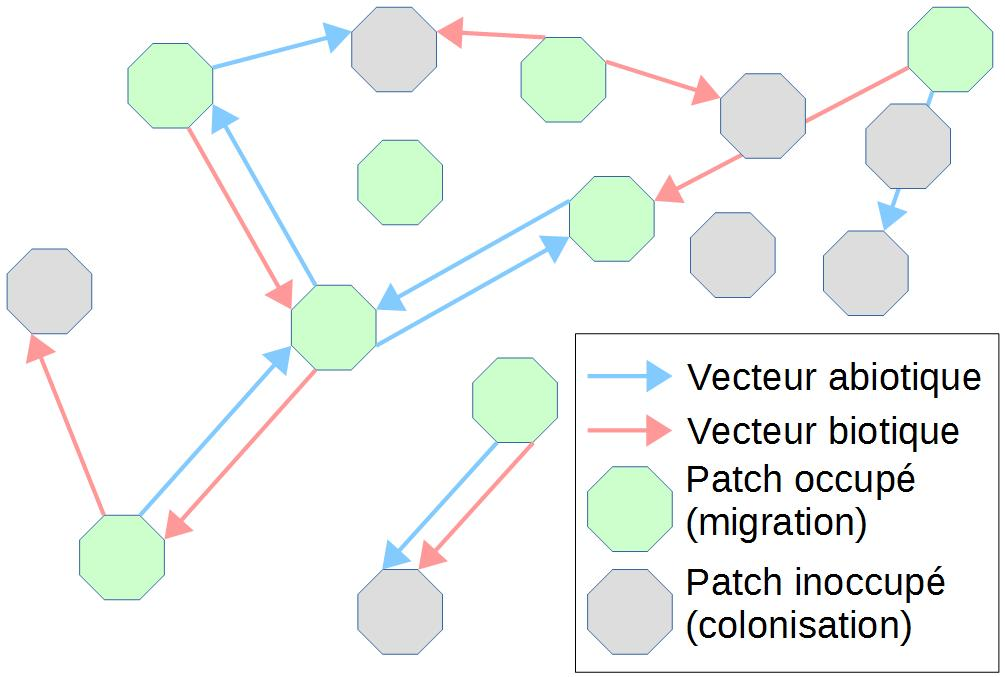
Exemple de diagramme de dispersion.

Les modes de dissémination des graines utilisent les agents-disperseurs suivants : 
- la plante elle-même : autochorie
- la gravité : barochorie
- le vent : anémochorie
- l'eau : hydrochorie
- les animaux : zoochorie (mammifères, oiseaux, insectes, etc.) dont les fourmis : myrmécochorie
- les hommes : anthropochorie (ou la culture : hémérochorie)

### Stratégies de dispersion abiotiques
La dispersion abiotique concerne les facteurs environnementaux tels que l’eau, le vent ou la gravité. 

#### Hydrochorie
L’hydrochorie est une stratégie de dispersion via l’eau ; qu’elle soit de pluie, fluviale, océanique... Les plantes ont mis au point des adaptations diverses de flottaison de leurs graines telles qu’une couche spongieuse à l’intérieur de la graine (chez certaines espèces de Cycas), une structure imperméable autour de la graine ou encore l’emprisonnement d’air dans le fruit (ex : fruit fibreux du cocotier).

#### Anémochorie
L’anémochorie est une stratégie de dispersion par le vent. Certaines plantes ont adapté leurs graines afin d'être plus facilement dispersées: légèreté (comme chez l'Orchidée), aérodynamisme, tandis que d’autres adaptent des structures pour augmenter leur portance comme des ailes, des poils ou encore des aigrettes.

#### Barochorie
La barochorie est une stratégie de dispersion par la simple gravité. Les graines sont séparées de la plante par leur propre poids, tombent près de la plante-mère ou plus loin en dévalant les pentes. Souvent la barochorie sert de stratégie de dispersion intermédiaire à une autre, comme l’endozoochorie,.

#### Autochorie
L’autochorie est une stratégie de dispersion par la plante elle-même. Les fruits vont projeter leurs graines par séparation violente de leurs deux valves (comme chez les Genêts), ou alors en éclatant sous l’effet d’une forte pression hydrostatique (comme chez Ecballium).

### Stratégies de dispersion biotiques
Certaines plantes ne reposent pas que sur un seul vecteur de dispersion (coévolution diffuse), c’est-à-dire qu’elles évoluent en réponse à plusieurs espèces. Elles peuvent dans ce cas, si l’efficacité de dispersion des différents vecteurs est inégale, développer des caractères contraignants contre le vecteur le moins efficace.

#### Zoochorie
Les stratégies de dispersions biotiques des diaspores par les animaux (ou zoochorie) sont nombreuses et variées du fait de la diversité des vecteurs de dispersion et concernent tant la dispersion du pollen que celle des graines et fruits.
Certaines plantes adaptent la composition de leur fruit, par exemple celle de leur pulpe, dans différents buts : encourager les frugivores à avoir des périodes de consommation courtes, réguler le temps de transit intestinal (plus court pour ne pas endommager la graine, plus long pour une distance de dispersion plus grande), décourager les frugivores non disperseurs de consommer et se défendre contre les invertébrés nuisibles et les pathogènes. 
D’autres adaptent la composition de leur graine et ont, par exemple, développé une excroissance charnue attachée à leurs graines qui se nomme élaïosome et qui est riche en protéines et en lipides. Les fourmis attirés par ces nutriments vont emporter ces graines (myrmécochorie). 
Certaines plantes adaptent l’aspect et l’odeur de leurs fruits afin d’attirer ou de repousser différents animaux. Par exemple certains fruits sont de couleur verte et possèdent une forte odeur afin d’attirer les chauve-souris, alors que des fruits colorés et inodores attirent certains oiseaux. Certaines graines ont mis en place des dispositifs de fixation comme des crochets, des épines ou des substances adhésives afin de s’accrocher au pelage ou au plumage de certains animaux (ectozoochorie). Ceci permet leur dispersion sur de longues distances (comme la Benoite).
L’adaptation au transport par un animal peut aussi consister en l’absence de défense contre celui-ci, par exemple des plantes anémochores peuvent ne pas développer de défense contre les oiseaux afin de permettre occasionnellement une dispersion sur de plus longues distances.

#### Anthropochorie
L’anthropochorie est un vecteur où l'homme influence les stratégies de dispersion chez les plantes. Cependant, ces plantes ne possèdent pas d’adaptations spécifiques à ce vecteur. L'humain disperse les diaspores de manière intentionnelle (agriculture, décoration...) ou involontaire (déplacements, invasions...). De par le développement des capacités de déplacement, la gestion de plus en plus pointue des terres disponibles et l’urbanisation croissante, l’humain a rapidement modifié l’environnement de nombreuses espèces de plantes. Différents aspects de cette anthropisation de l'environnement constituent des filtres écologiques qui favorisent certains traits des espèces affectées.
Par exemple, la fragmentation des habitats en milieu urbain a forcé chez une crépide (Crepis sancta) la contre-sélection de sa stratégie habituelle de dispersion anémochore, puisque les rares patchs occupés par ces plantes sont entourées de constructions humaines bétonnées réduisant le succès de ce type de dispersion. Sa stratégie de dispersion a évolué vers la barochorie, et cette adaptation a été très rapide : entre 5 et 12 générations nécessaires seulement pour que cette stratégie de dispersion soit sélectionnée.

Modes et stratégies de dispersion
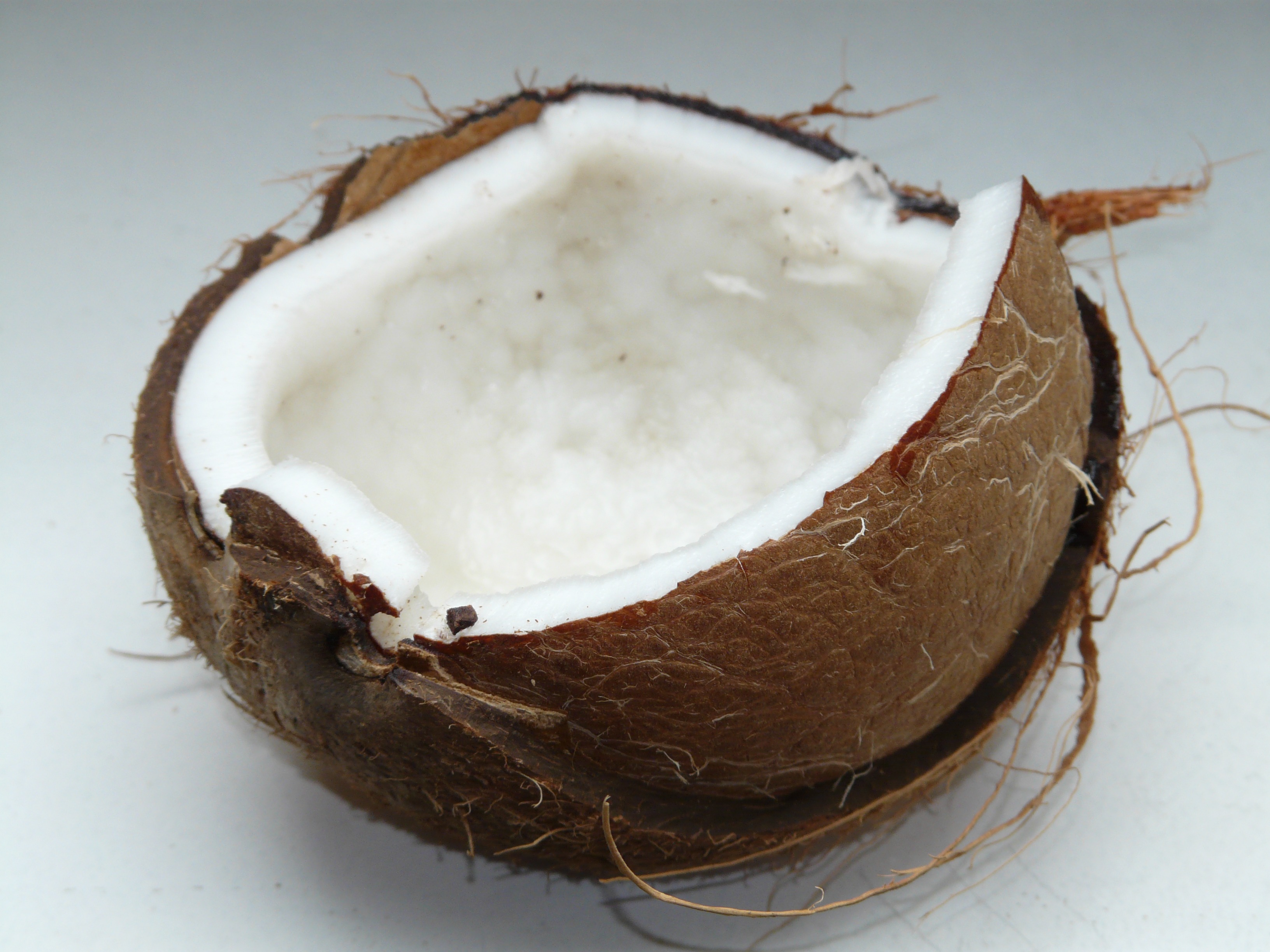
La noix de coco emprisonne de l'air dans son fruit pour qu'il puisse flotter.
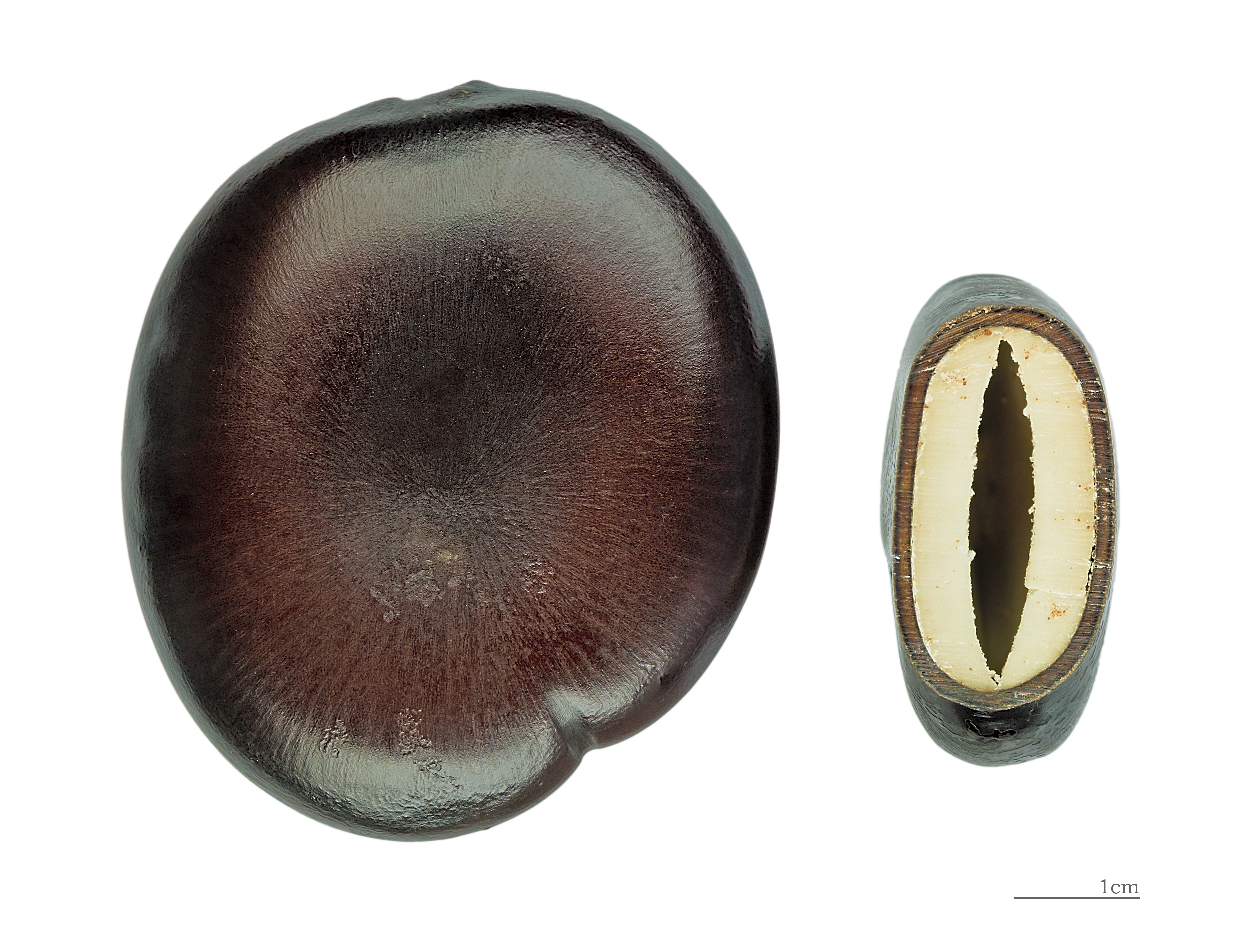
Entada phaseoloides - Nautochorie.
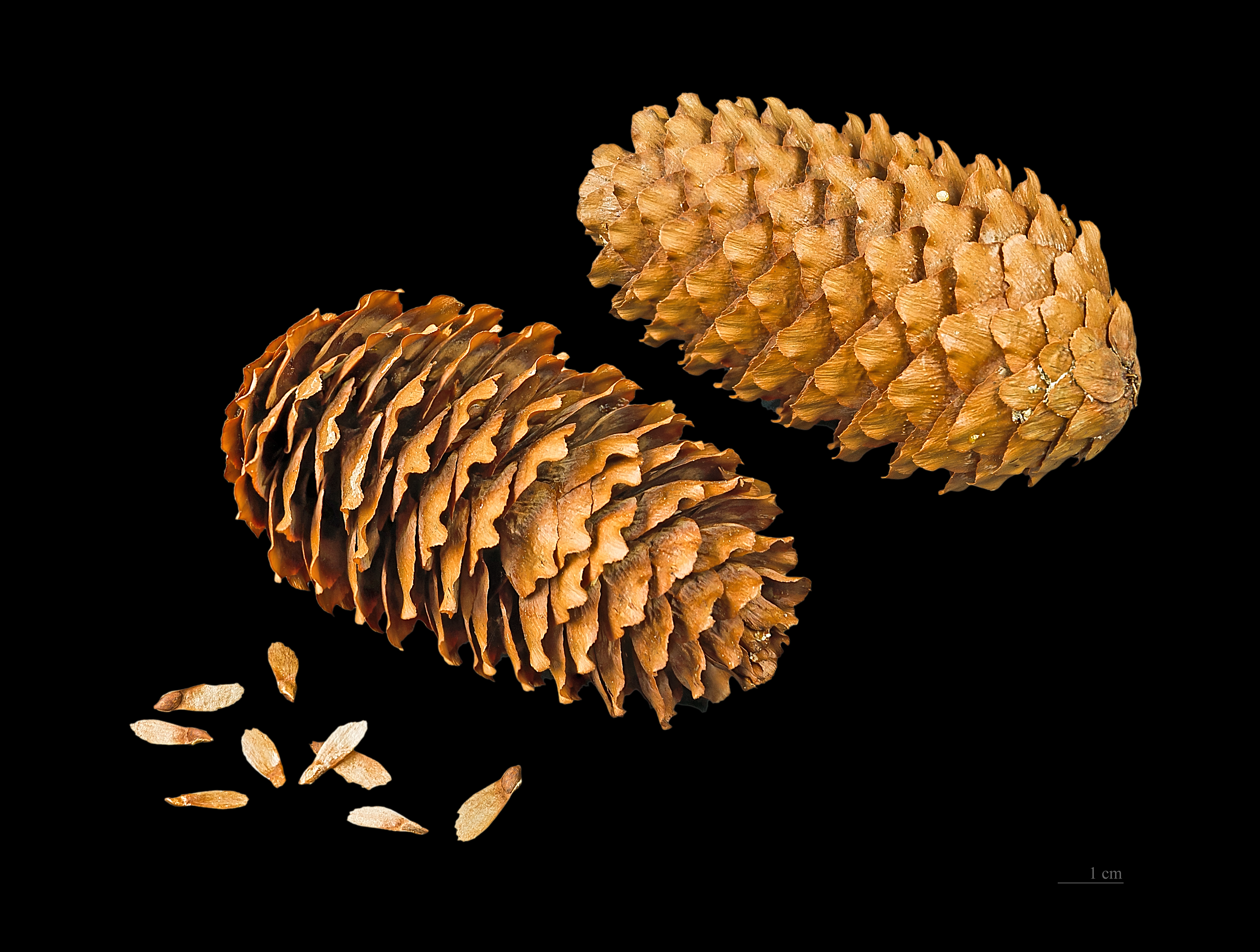
Cône femelle et graines de Picea likiangensis qui possèdent une aile qui favorise l'anémochorie.
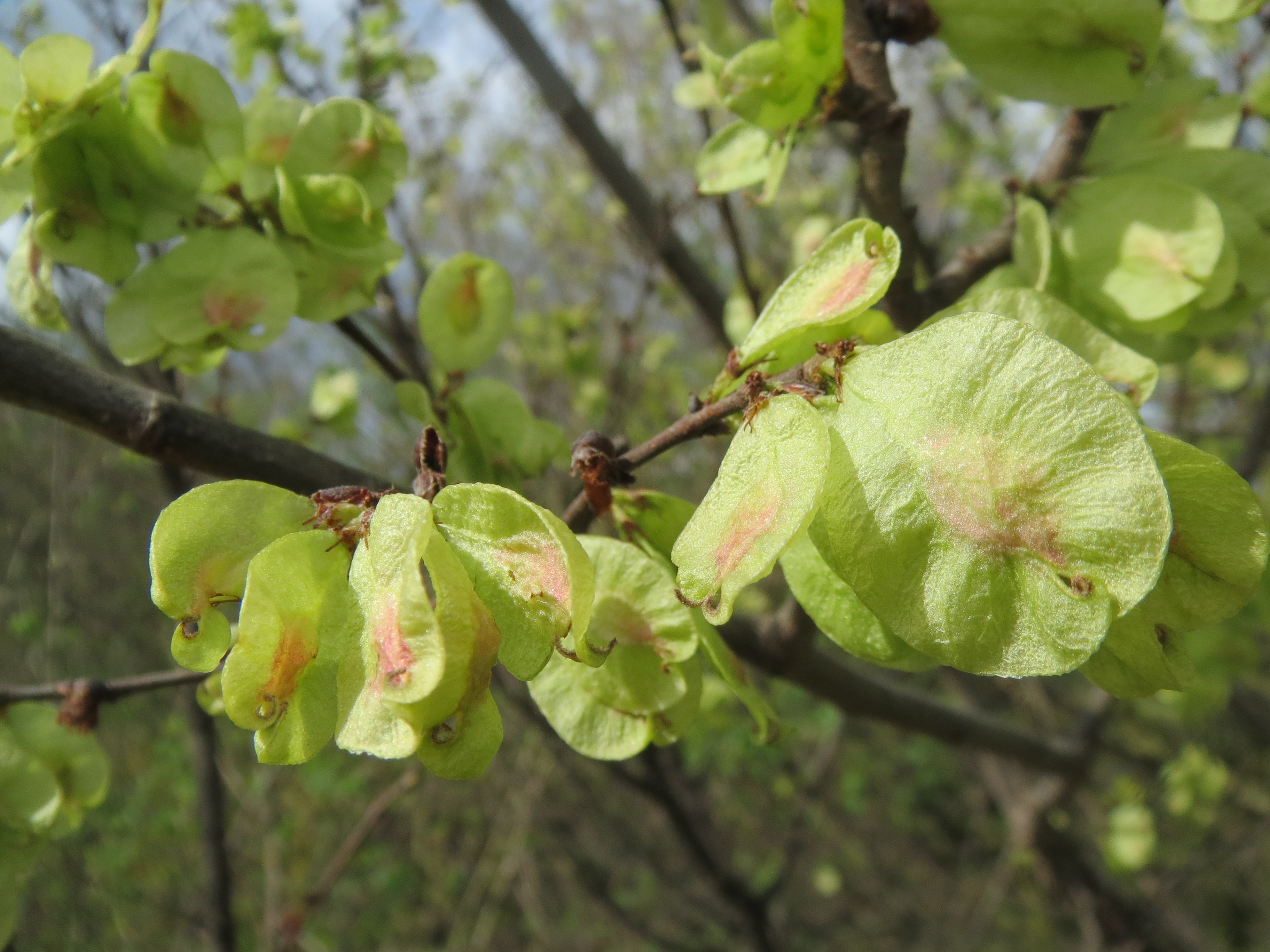
Les hélices permettent la dispersion des graines par anémochorie.
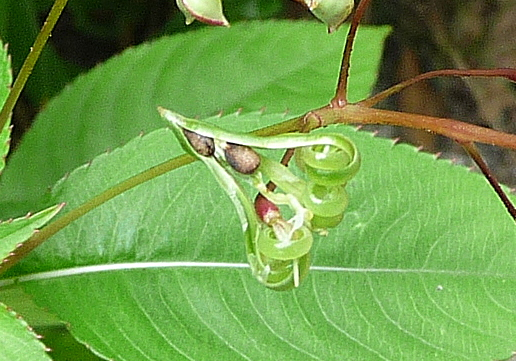
Fruit de Balsamine de balfour après son éclatement (autochorie).
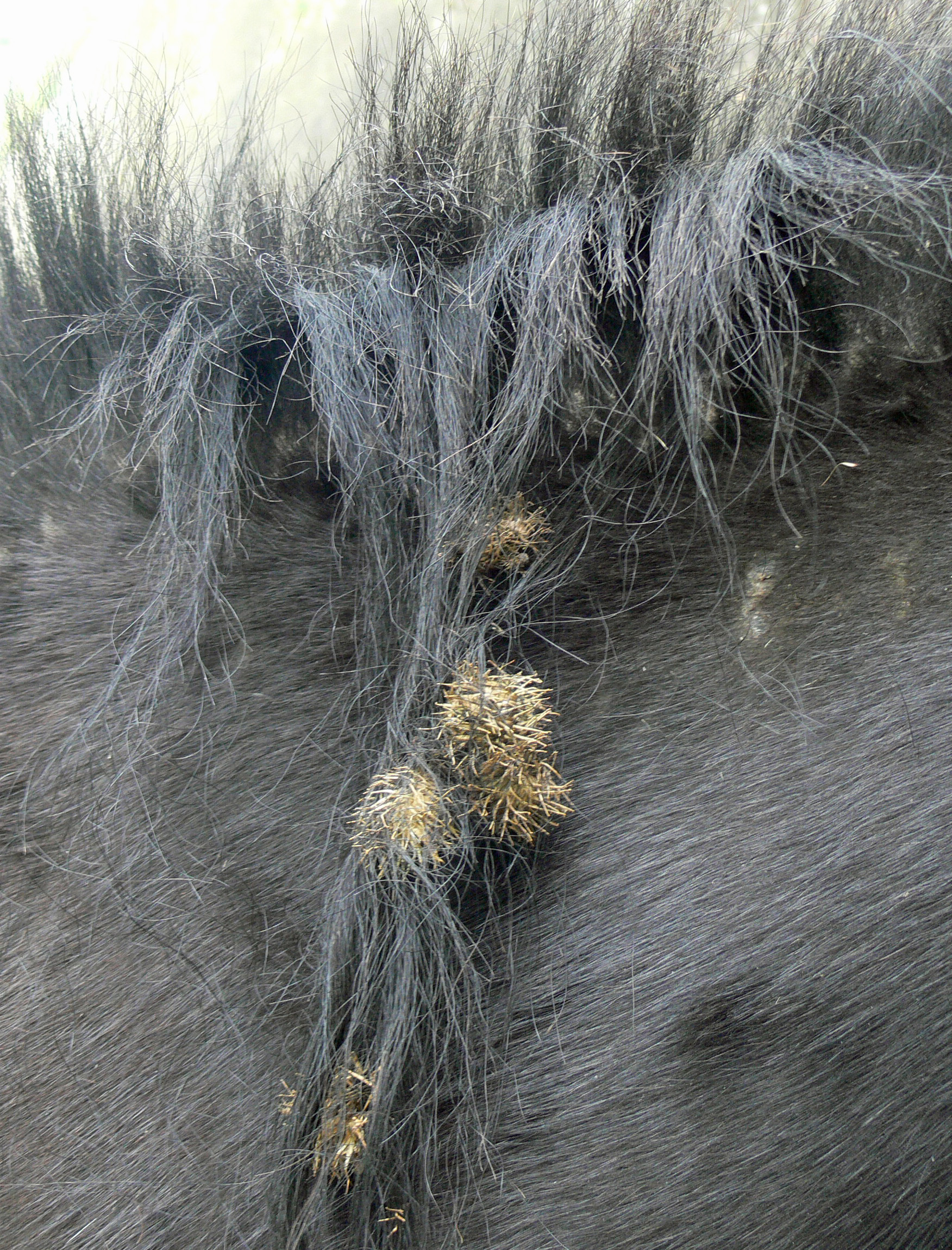
Les bractées florales munies de crochets du fruit de la bardane favorisent l'accrochage sur les poils des mammifères.
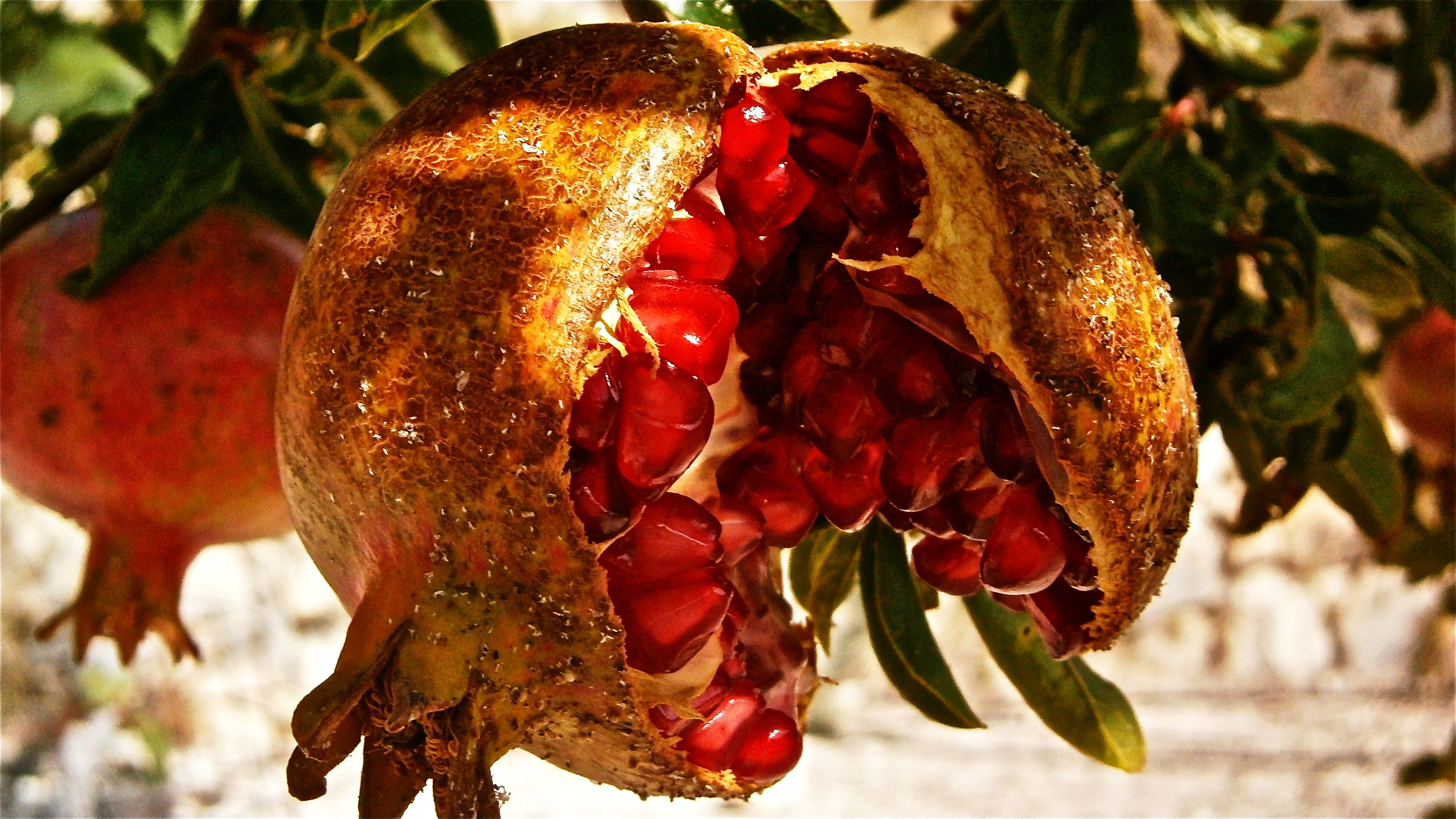
La grenade est transportée par zoochorie grâce aux oiseaux.
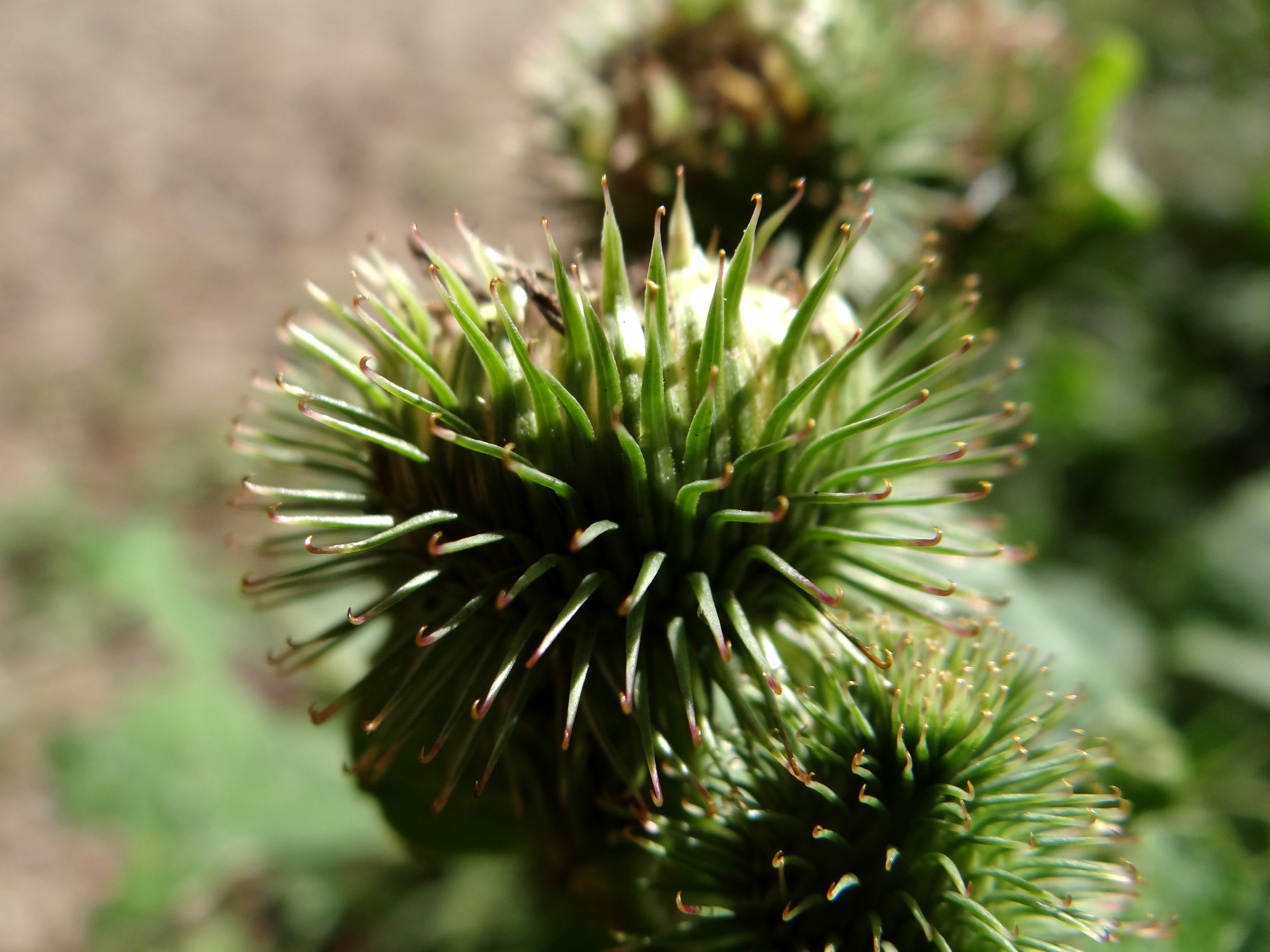
Le fruit de la bardane possède des crochets pour s'attacher au pelage des animaux.